# Saprólito

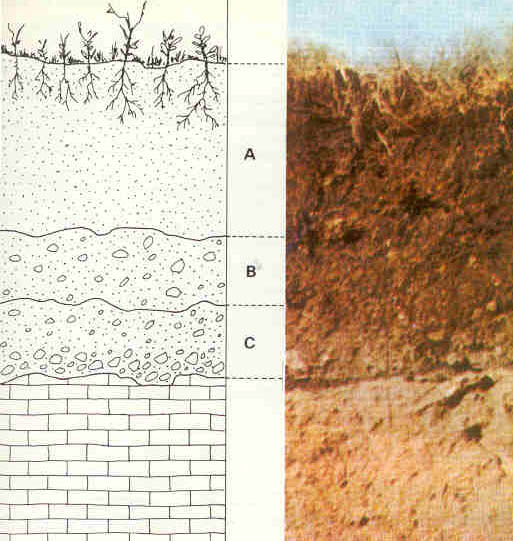
Perfil de um solo contendo um estrato de saprólito: «A» representa o solo; «B» um estrato de laterite (um rególito); «C» o estrato de saprólito (um rególito menos meteorizado); e abaixo de «C» está o leito rochoso (a rocha-mãe).

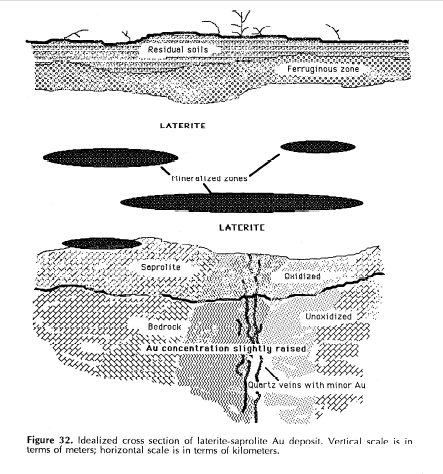
Os estratos saprolíticos não não são tão profundamente alterados quanto os estratos lateríticos, sendo comum existir um continuum desde a camada superior do saprólito até a laterite.

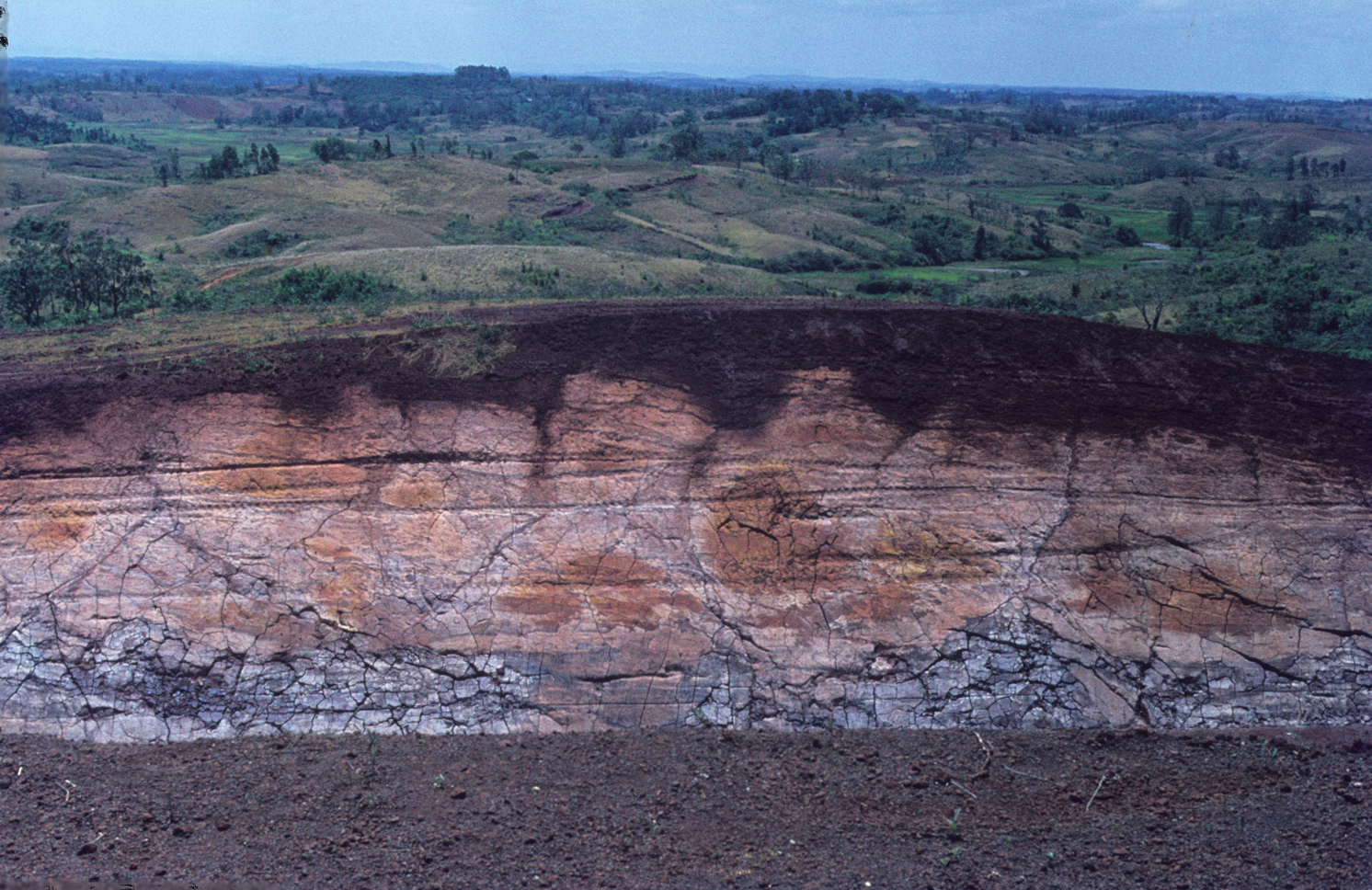
Meteorização irregular de tufo vulcânico (branco-azulado) produzindo uma saprólito (branco-amarelado) e laterite (castanho-escuro) em Madagáscar.

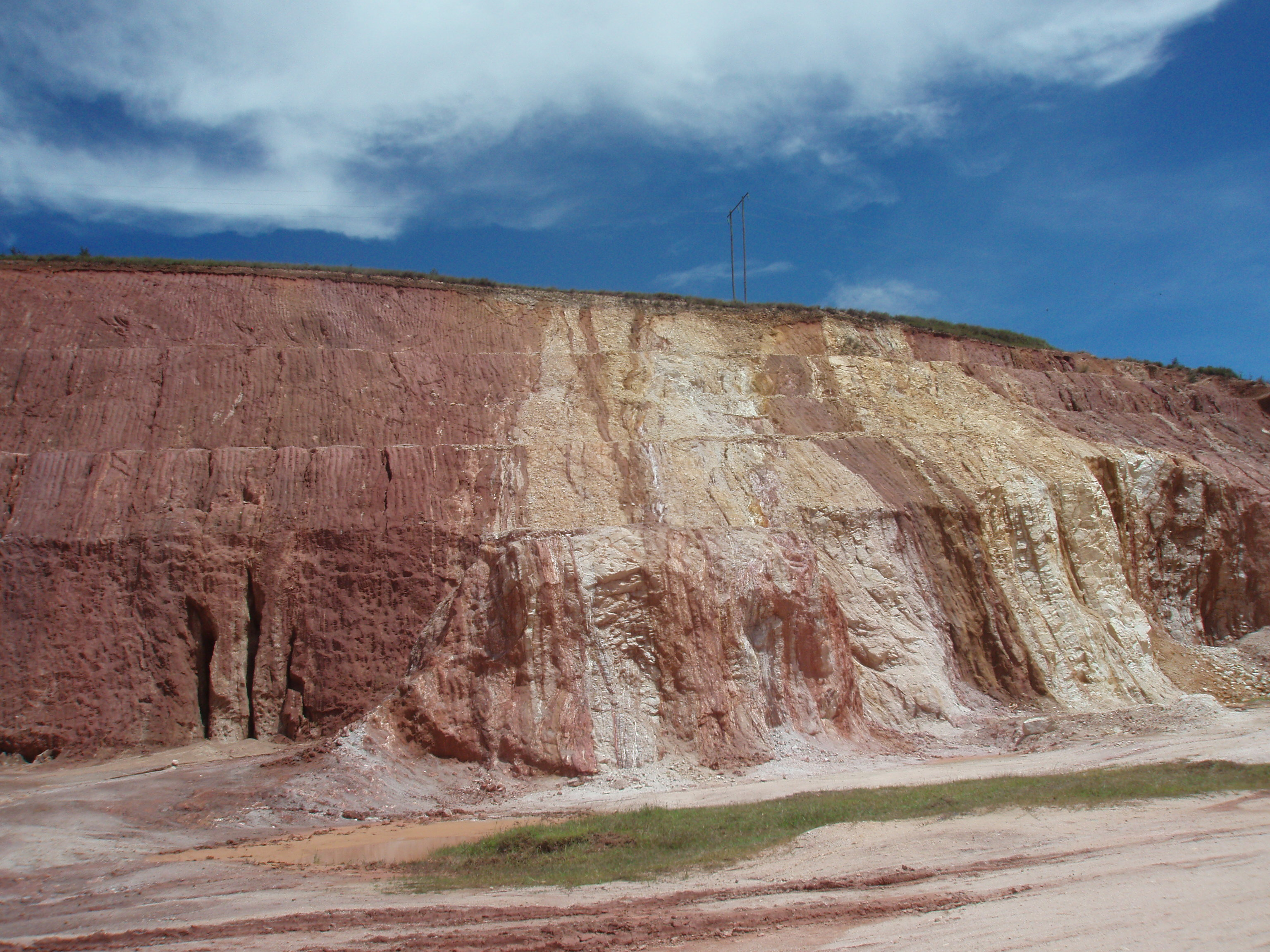
Perfil de saprólito com aproximadamente 15 m de altura em paragnaisse desgastado e quartzito de cor clara. Ampanobe, a 8 km a sudeste de Antananarivo, Madagáscar.

saprólito, ou saprólito, [do grego clássico σαπρός, saprós, apodrecido, e λίθος, líthos, rocha (literalmente «rocha podre»)] é um estrato de argilas, areias ou cascalho que resultou da profunda meteorização de uma rocha silicatada (a rocha-mãe), a tal ponto que apenas as estruturas da rocha original permanecem. Na formação destes materiais predominam os processos de meteorização química in loco (sem intervenção de mecanismos de transporte) sob condições de abundância de água meteórica e temperaturas elevadas (por exemplo, em regiões tropicais), dando origem a um material geralmente mole ou friável, mas que ainda mostra a estrutura da rocha-mãe. Os saprólitos podem ser considerados como um alterito integrante do grupo dos rególitos.
Os saprólitos não devem ser confundidos com os sapropelitos, rochas formadas pela litificação de um sapropel, uma lama marinha, escura, muito rica em carbono.

## Descrição
Um saprólito é um corpo geológico constituído por uma mistura de minerais primários e secundários resultantes da meteorização física e química de uma rocha (a rocha-mãe). Estes materiais são mantidos no local de origem e, apesar da profunda alteração geológica sofrida, mantêm traços da estrutura original da rocha.
Os saprólitos diferem do solo pela evidente filiação litogenética e insignificante atividade biológica. No entanto, o limite e a distinção entre solo e saprólito nem sempre são claros, devido a continuidade entre estes corpos em termos de processos hidrológicos e geoquímicos, bem como de suas composições físicas e mineralógicas e os padrões de alteração física, mineralógica e geoquímica dos materiais, influenciados por atributos litológicos relativos a composição mineralo-química e estrutural do material parental.
Além dos minerais resistentes da rocha-mãe, especialmente do quartzo, os saprólitos contêm altas proporções de caulinite, que se forma através da meteorização química de minerais primários, especialmente feldspatos. Os compostos precipitados a partir dos materiais em solução nas águas percolantes durante a meteorização podem estar em falta nos estratos superiores de onde foram carreados. Meteorização ainda mais intensa, além do estágio saprolítico, leva a um esgotamento do quartzo e, portanto, à formação de um horizonte de laterite acima do saprólito. O meteorização mais intensa resulta numa progressiva transição através de um continuum de saprólito para laterite.

### Origem
Os saprólitos são rochas quimicamente alteradas pela meteorização e a consequente eluviação de alguns dos constituintes da rocha-mãe. Os saprólitos ocorrem nas zonas mais baixas do perfil do solo e resultam da meteorização profunda da superfície da rocha-mãe. Na maioria dos afloramentos, a cor destes materiais resulta a presença de compostos férricos.
As condições necessárias para a formação destes rególitos profundamente meteorizados incluem um relevo topograficamente moderado, suficientemente plano para reduzir a erosão e permitir a lixiviação dos produtos da alteração química. Uma segunda condição é terem decorrido longos períodos de estabilidade tectónica, pois a atividade tectónica e as mudanças climáticas podem causar erosão do rególito formado, incluindo os estratos saprolíticos. A terceira condição é prevalência durante longos períodos geológicos de um clima tropical húmido a temperado, com temperaturas elevadas e abundância de chuva. Temperaturas mais altas permitem que as reações ocorram mais rapidamente. A meteorização química profunda pode ocorrer em climas mais frios, mas requer períodos de tempo mais longos.
O rególito de uma região é o produto da sua longa história de meteorização, sendo a lixiviação e a dispersão dominantes durante a fase inicial do processo sob condições húmidas, resultado de períodos alargados em que nessas regiões predominaram condições de alta pluviosidade que resultaram na meteorização química dos materiais geológicos, num processo caracterizado pela decomposição distinta da mineralogia da rocha-mãe.
Os saprólitos formam-se nas zonas mais baixas do perfil do solo, em geral associados ao horizonte do solo que recobre o topo do estrato de material parental, e representam o resultada da alteração geológica profunda da superfície rochosa subjacente.
Os sulfetos são alguns dos minerais mais instáveis em ambientes húmidos e oxidantes pelo que a maioria dos sulfetos de cádmio, cobalto, cobre, molibdénio, níquel e zinco são facilmente lixiviados para o fundo do perfil. Os minerais carbonatados são altamente solúveis, especialmente em ambientes ácidos, pelo que aos elementos neles contidos, especialmente cálcio, magnésio, manganês e estrôncio, são fortemente lixiviados.
As serpentinite – minerais oxidados e hidrolisados com baixo teor de silício e ricos em ferro e magnésio provenientes de rochas ígneas – são progressivamente alterados através desta zona. Minerais ferromagnesianos são os principais hospedeiros de níquel, cobalto, cobre e zinco em rochas máficas e ultramáficas pobres em sulfeto e são retidos mais acima no perfil do que os metais hospedados em sulfetos. Estes elementos são lixiviados dos horizontes superiores e reprecipitam com óxidos de ferro-manganês secundários no saprólito médio a inferior.
Taxas de meteorização de 20 m por milhão de anos sugerem que rególitos profundos requerem vários milhões de anos para se desenvolver. Camadas finas de caulinite [Al2Si2O5(OH)4] ocorrem em saprólitos formados de 1000 a 500 milhões de anos atrás. São conhecidos saprólitos cauliníticos espessos datados de 200 a 66 milhões de anos atrás. Conhecem-se saprólitos imaturos de espessura média formados há 5 milhões de anos na Suécia.

### Características
Os compostos de ferro são os agentes corantes primários nos saprólitos. Na maioria dos afloramentos, a cor vem de compostos férricos, sendo que a cor está relacionada com a mineralogia e o tamanho das partículas que formam o depósito. Por exemplo, a goethite [FeO(OH)] de tamanho sub-micrométrico é amarela, mas a goethite grosseira é castanha; e a hematite [Fe2O3] de tamanho próximo a um mícron é vermelha, mas hematite grosseira é cinzenta a preta.
Os estratos de saprólito variam de alguns metros a mais de 150 m de espessura, dependendo da idade da formação de superfície local, da atividade tectónica, do clima, da história do clima e da composição da base rochosa.
Nos rególitos lateríticos, entendendo-se os rególitos como a camada solta de rochas que recobre sobre o leito rochoso, o saprólito pode ser recoberto por camadas superiores de laterite residual, mas a maior parte do perfil original é preservada por solos residuais ou por recobrimento por materiais carreados pelos processos da erosão e deposição.

### Ocorrência
Embora estes terrenos profundamente meteorizados agora ocorram numa ampla variedade de climas, variando das regiões atualmente quentes e húmidas a áridas, de tropicais a temperadas, os saprólitos foram formados sob condições relativamente uniformes no passado, sempre em regiões com temperaturas elevadas e grande disponibilidade de água das chuvas.
Em partes da África, Índia, América do Sul, Austrália e sueste da Ásia, os rególitos vêm sendo formados continuamente há mais de 100 milhões de anos. rególitos profundamente alterados estão espalhados no cinturão intertropical, particularmente nas massas continentais entre as latitudes 35° N e 35° S. rególitos alterados semelhantes existem em latitudes muito mais altas – 35-42°S no sudeste da Austrália (Victoria e Tasmânia), 40-45° N nos Estados Unidos (Oregon e Wisconsin) e 55° N na Europa (Irlanda do Norte, Alemanha) – embora não sejam regionalmente extensos.
Em algumas localidades é possível proceder à datação relativa de saprólitos considerando que o saprólito deve ser mais jovem que o material original e mais velho que qualquer unidade de cobertura espessa, tal como lava ou rocha sedimentar. Este princípio é útil em alguns contextos, mas em outros, como em certas partes da Suécia, onde estratos de grus (depósitos de cascalho anguloso) são formados por rochas do Pré-Câmbrico e recobertos por depósitos do Quaternário, é de pouca importância.

## Usos
Os aquíferos saprolíticos menos meteorizados são capazes de produzir águas subterrâneas, muitas vezes adequadas para captação. Os rendimentos dependem da textura dos materiais e da profundidade a partir da qual o aquífero é derivado. Alguns aquíferos explorados na Austrália Ocidental são de areia saprolítica.
A meteorização profunda dos saprólitos causa a formação de vários minérios secundários e supergénicos, entre os quais bauxite, minérios de ferro, ouro saprolítico, cobre supergénico, urânio e vários minerais pesados em acumulações residuais.
As distribuições de minério de ouro, de carbonato de cálcio ou de carbonato de cálcio e magnésio estão intimamente correlacionadas e documentadas no sul do Cratão Yilgarn, na Austrália Ocidental, nos 1-2 m superficiais do perfil do solo, estendendo-se localmente até aos 5 m de profundidade. A associação entre carbonato e ouro também é aparente no Cratão Gawler, na Austrália do Sul.